# Heteracris rufitibia
Heteracris rufitibia är en insektsart som beskrevs av Walker, F. 1871. Heteracris rufitibia ingår i släktet Heteracris och familjen gräshoppor. Inga underarter finns listade i Catalogue of Life.